# Ubjerg Sogn
Ubjerg Sogn er et sogn i Tønder Provsti (Ribe Stift).
Ubjerg Sogn hørte til Tønder, Højer og Lø Herred i Tønder Amt. Ubjerg sognekommune blev ved kommunalreformen i 1970 indlemmet i Tønder Kommune.
I Ubjerg Sogn ligger Ubjerg Kirke.
I sognet findes følgende autoriserede stednavne:
- Bjergemark (landbrugsejendom)
- Bremsbøl (bebyggelse)
- Møllehus (bebyggelse)
- Ny Møllehus (bebyggelse)
- Sæd (bebyggelse, ejerlav)
- Sæd Grænse (bebyggelse)
- Sæd Mark (bebyggelse)
- Ubjerg (bebyggelse, ejerlav)

## Afstemningsresultat
Folkeafstemningen ved Genforeningen i 1920 gav i Ubjerg Sogn 43 stemmer for Danmark, 215 for Tyskland. Af vælgerne var 16 tilrejst fra Danmark, 54 fra Tyskland. 